# Interaktion

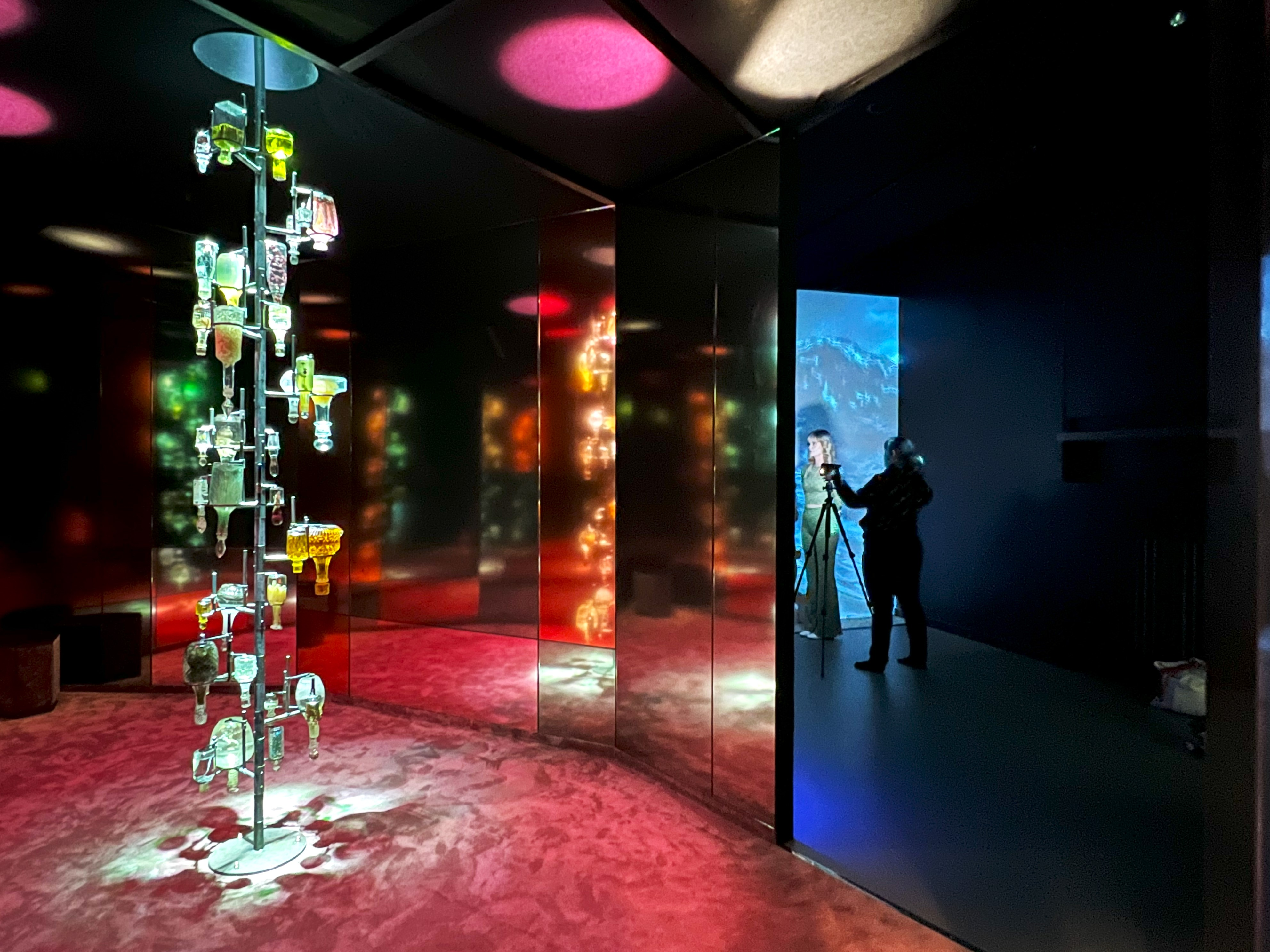
Delar av Sjöfartsmuseet Akvariets interaktiva basutställning "Stora blå", 2023.

Interaktion betyder samverkan, samspel eller ömsesidig påverkan. Termen används inom många, vitt skilda områden.
Inom socialpsykologi studerar man social interaktion, möten mellan människor och/eller grupper av människor.
Hur människor och tekniska system samspelar intresserar man sig för inom människa-maskin-interaktion eller människa–datorinteraktion.
Särskilt inom IT har möjligheten till interaktion med ett datorsystem uppfattats som en särskild och positiv kvalitet. När man skapar digitala system är interaktionsdesign vanligen en specifik del av arbetet.
Inom medicin innebär interaktion hur ett läkemedel påverkar ett annat. Då många patienter har flera läkemedel, är det mycket viktigt att känna till detta, innan ett läkemedel kan kombineras med ett annat.
Inom fysiken används på svenska termen växelverkan för interaktionen mellan elementarpartiklar.
Interaktion kan innebära att man har en dialog för att utföra ett handling eller uppgift.